# アンソニー・ノリス・グローブス

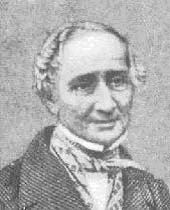
グローブス

アンソニー・ノリス・グローブス（Anthony Norris Groves、1795年2月1日 – 1853年5月20日）は、イギリスのプロテスタント伝道者。「フェイス・ミッションの父」とも称され、アラビア語圏のイスラム教徒に初めてプロテスタントの伝道を行ったことでも知られる。
教派に縛られない彼の思想はプリマス・ブレザレンに影響を与え、ジョン・ダービや、ジョン・パーネル（コングレトン卿）、ジョージ・ミュラー（後にグローブスの妹メアリーと結婚）らと交友関係があった。グローブスの思想の重点は、教会や伝道活動が、新約聖書に記されているような、キリストと使徒の時代の在り方に回帰されるべきことを訴えたものであった。また伝道においての彼の姿勢は、その土地の人々自身が改心することを手助けするだけであって、他国及び他者からの命令・指導や経済依存なしに、独立伝道が行われるべきだとするものであった。なお、独立伝道ができるという彼の自信は、神が伝道者にとって必要なものを必要なときに与えてくれるはずだという根拠に基づいてもいた。この彼の伝道に対する考え方は、福音宣教の集団のうちで、広く支持を得ている。

## 生涯
1795年、グローブスは、ハンプシャーのニュートン・バレンスに生まれた。父親は実業家であり、彼の家族は英国国教会の教えに従っていた。グローブスはロンドンで歯科医の修業を積み、19歳のときにはプリマスで開業した。そして2年後、彼はいとこのメアリーと結婚し、エクセターに引っ越した。
1826年、エクセターで歯科医を続けながら、グローブスはダブリンのトリニティ・カレッジに、神学部の学外生として入学した。これは英国国教会の宣教師になりたいという思いが彼の心の内にあったためである。
しかし、やがてグローブスは新約聖書を学ぶうちに、初期教会の在り方は人々の年齢や文化を問わず、ひとつの模範としてみなされうるものだという考えに至った。そして彼は、按手された牧師がいなくても、聖書を学び、パンを裂き、祈ることで初期教会の在り方に回帰することができるとも考え、ベレットやダービなど、初期のプリマス・ブレザレン運動のメンバーたちとともに集まり、自分たちの考えを実践した。
また、グローブスは聖霊の導きと聖書にある主の御言葉に従いさえすれば、聖職の地位につく必要もないと判断し、トリニティ・カレッジも中途退学した。
その後、グローブスは1829年から1832年ごろまで、家族と友人のキトーと共にバグダッドでの伝道を開始した。バグダッド滞在期間の後半は、内戦や疫病、洪水に悩まされ続けた。なおバグダッド滞在中に、彼は妻と娘を亡くしている。
そしてバグダッド伝道の後は、休む間もなくインドへ移り、インドでも広く伝道活動を行った。
彼のインドでの伝道の目的は、インドというキリスト教がまだ深く根付いていない土地において、教派に縛られない考え方を広めたいというものであった。
なぜなら教派による相違は排他主義を生み、キリストのからだに本来ひとつであるべき信徒たちをばらばらにしてしまう、と彼は考えたからである。
また、彼はヨーロッパ人がインド人を格下に扱って宣教活動を繰り広げているのも許せなかった。
グローブスは1835年、イギリス帰省中に再婚したが、翌年にはインドに戻り、妻と伝道を行った。
こうして彼は健康を害して1852年にイギリスに戻るまで、インドで伝道活動を続けた。
そして1853年、ジョージ・ミュラーの自宅において、グローブスは静かに息を引き取った。

## 影響
グローブスは、「自分の人生は失敗作だ」と周囲に語っていたが、教派に縛られず、聖書の言葉にただ従うべきことなど、彼の思想や行動はプリマス・ブレザレンの運動に大きな影響を与え、またフェイス・ミッションに新たな息吹を生み出した張本人でもあった。
特に彼の主著の『キリスト者の献身』は、ジョージ・ミュラーをはじめ、多くの人々に大きな思想的インパクトを与えた。
なお、プリマス・ブレザレンは活動当初においては、教職制度の否定や、教派に縛られないことなどを謳っていたが、やがてはオープン・ブレザレンとエクスクルーシブ・ブレザレンに分かれてしまう。この1848年に決定的となった、ブレザレンの内部分裂については、グローブスは1836年の時点でジョン・ダービのリーダーシップのありかたに懸念を表明しており、ダービ本人に手紙を送り、独善的な教派主義に陥ることのないようにダービを注意することで、分裂危機の事態が大きく広がらないことを祈っていた。
グローブスのこの願いは実現せず、ダービのもとでダービ派(エクスクルーシブ・ブレザレン)が形成されるに至ったが、グローブス亡きあとは、ジョージ・ミュラーやロバート・チャップマンがグローブスの理想をつぐこととなった。